# ريك هونيكات
ريك هونيكات (بالإنجليزية: Rick Honeycutt)‏ هو لاعب كرة قاعدة أمريكي، ولد في 29 يونيو 1954 في تشاتانوغا في الولايات المتحدة.

## وصلات خارجية
- ريك هونيكات على موقع دوري كرة القاعدة الرئيسي (الإنجليزية)
- ريك هونيكات على موقعبيزبول رفرنس.كوم (الدوري الرئيسي) (الإنجليزية)
- ريك هونيكات على موقعبيزبول رفرنس.كوم (الدوري الثانوي) (الإنجليزية)
- ريك هونيكات على موقع إي إس بي إن.كوم (أم.أل.بي) (الإنجليزية)
- ريك هونيكات على موقع مشجعي الرسوم البيانية (الإنجليزية)
- ريك هونيكات على موقع قاعة تينيسي للمشاهير الرياضية (الإنجليزية)